# Liste der Kulturdenkmäler in Steineberg
In der Liste der Kulturdenkmäler in Steineberg sind alle Kulturdenkmäler der rheinland-pfälzischen Ortsgemeinde Steineberg aufgeführt. Grundlage ist die Denkmalliste des Landes Rheinland-Pfalz (Stand: 17. Juli 2023).

## Einzeldenkmäler
| Bezeichnung                             | Lage                            | Baujahr                            | Beschreibung                                               | Bild                           |
| --------------------------------------- | ------------------------------- | ---------------------------------- | ---------------------------------------------------------- | ------------------------------ |
| Katholische Filialkirche St. Franziskus | Hauptstraße Lage                | 1884/86                            | neugotischer Saalbau, 1884/86                              | weitere Bilder Fotos hochladen |
| Brunnen                                 | Hauptstraße, Ecke Im Brühl Lage | zweite Hälfte des 19. Jahrhunderts | ehemaliger Pumpbrunnen, zweite Hälfte des 19. Jahrhunderts | Fotos hochladen                |
| Brunnen                                 | Hauptstraße, Ecke Zur Held Lage | zweite Hälfte des 19. Jahrhunderts | Pumpbrunnen, zweite Hälfte des 19. Jahrhunderts            | Fotos hochladen                |